# Sant Pere de Claramunt
Sant Pere de Claramunt és una església parroquial romànica del poble de Claramunt, de l'antic terme municipal Fígols de Tremp, integrat actualment en el de Tremp, de la comarca del Pallars Jussà.
Com Castissent, aquesta parròquia no pertany al bisbat d'Urgell, sinó al de de Lleida, perquè aquest bisbat acollí les parròquies del bisbat de Roda quan aquest desaparegué, a l'edat mitjana tardana. Amb la creació del bisbat de Barbastre-Montsó, les parròquies administrativament aragoneses del bisbat de Lleida foren integrades en el nou bisbat, i les parròquies d'Alsamora, Castissent i Claramunt, que formaven part de l'arxiprestat de Tolba, passaren a ser regides pel rector d'Areny de Noguera, del bisbat de Barbastre-Montsó, malgrat no haver deixat de pertànyer oficialment al de Lleida.